# Jean de Segonzac

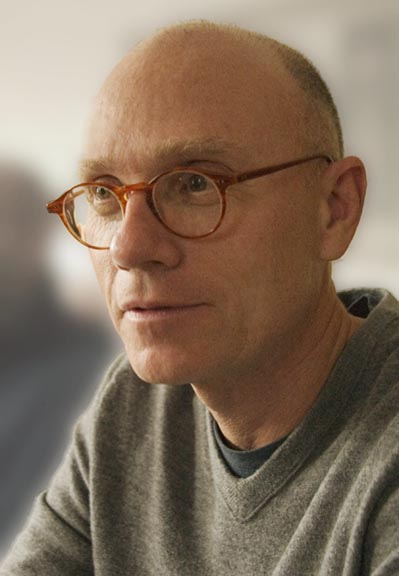
Jean de Segonzac, 2006

Jean de Segonzac (selten auch Jean DeSegonzac) ist ein US-amerikanischer Regisseur, Kameramann und Drehbuchautor. Er dreht hauptsächlich Dokumentarfilme und Fernsehserien. Er ist bekannt für seine im grobkörnigen Cinéma verité-Stil gehaltenen Polizeidramen.

## Leben
Jean de Segonzac ist das jüngste von insgesamt vier Kindern von Adalbert und Madeleine de Segonzac. Sein Vater (Spitzname „Ziggy“) war ein französischer Journalist und arbeitete für zwei Jahrzehnte als Hauptkorrespondent der Zeitung France Soir in Washington, D.C. Er war auch einer der Präsidenten der Foreign Press Association. Jean de Segonzac absolvierte 1975 die Rhode Island School of Design.

## Werk
Eine der ersten bekannten Arbeiten von Jean de Segonzac war 1985 seine Arbeit als Kameramann beim Dokumentarfilm Born on the Fourth of July. Sein zweites größeres Werk war 1989 Common Threads: Stories from the Quilt (1989), gefolgt von Crack USA: County Under Siege, eine HBO Produktion, die für den Oscar für Best Documentary Feature nominiert wurde. Jack Mathews von der LA Times nannte seinen Kamerastil „intrusive“. 1991 war er in die Dokumentation Where Are We? Our Trip Through America involviert, die den beiden homosexuellen Filmemachern Rob Epstein und Jeffrey Friedman folgte, als diese von Kleinstadt zu Kleinstadt zogen, um Ortsansässige zu interviewen. Newsday schrieb: „Der Erfolg dieses Films ist wesentlich dem Kameramann Jean des Segonzac geschuldet, dessen aufmerksamem Kameraauge auch solche ausgefallenen Details wie eine Ausgabe von The New Sweden auf dem Kaffeetisch in einem Vorführmodell eines Wohnwagens oder ein Kätzchen, das aus einer nierenförmigen Miniatur-Schwimmbecken schleckt, entgeht.“ “The film owes much of its success to director of photography Jean De Segonzac, whose alert camera takes in such eccentric details as a copy of The New Sweden on the coffee table of a model mobile home and a kitten lapping water from a miniature kidney-shaped pool.”.
Sein Durchbruch als Kameramann erfolgte 1992 mit dem Indie-Film Laws of Gravity von Nick Gomez. Kenneth Turan von der LA Times nannte seine Bildsprache eine „begnadete Cinéma Verité Kameraarbeit“. Jay Carr vom Boston Globe lobte die Kameraführung als „jumpy, in-your-face“. Seine Kamera bei Laws of Gravity gewann den zweiten Platz bei den 1992ern New York Film Critics Circle Awards. De Segonzac opferte seine $ 5.000-Gage, um der Fertigstellung des Films zu helfen. Der Film hatte ein Gesamtbudget von $ 38.000. Ein Kritiker der The Washington Post sagte über de Segonzac "fills the screen with beautifully framed scenes that need little verbal underpinning."
De Segonzac gehörte 1994 zum Filmteam des mit dem Peabody Award prämierten Dokumentarfilms Road Scholar. Der folgt dem als Kommentator des National Public Radio bekannten rumänischstämmigen Dichter und Romanautoren Andrei Codrescu quer durch die Vereinigten Staaten, während dieser den Versuch unternimmt, zu definieren, was es durch die Augen eines Eingebürgerten bedeutet, Amerikaner zu sein. Jean de Segonzac führte die Kamera und übernahm zusammen mit Robert Weisberg auch die Regie.
Seit 1996 bestand de Segonzacs Arbeitsschwerpunkt in der Regie von Polizei- und Krimiserien, darunter Homicide, Oz – Hölle hinter Gittern, Brooklyn South, Law & Order, Law & Order: Special Victims Unit und Criminal Intent – Verbrechen im Visier. Er übernahm die Kamera auch bei einigen Episoden der Emmy-prämierten Dokumentationsserie TV Nation von Michael Moore und war als Regisseur und Kameramann für eine Reihe von Fernsehfilmen aktiv. Zusammen mit Barry Levinson verdient de Segonzac die Anerkennung für die Kreation des „loose, free-flowing visual style“ von Homicide, der auf der charakteristischen Dokumentarfilm-ähnlichen Weise von Hill Street Blues aufbaut. Der Fernsehkritiker Matt Zoller Seitz nannte diesen Serienpiloten in Salon.com einen der zehn besten Piloten für Fernsehserien aller Zeiten.
Die Schauspielerin Adrienne Shelly, mit der Jean de Segonzac in 2000 eine Episode von Law & Order ( "High & Low") drehte, wurde im November 2006 ermordet. Im Februar 2007 führte de Segonzac Regie bei der Law & Order Episode "Melting Pot", die eine kaum verschleiert Version des Mordfalls Shelly zeigte.
Jean de Segonzacs bekannter Kamerastil war auch mitverantwortlich für die positiven Filmkritiken über John McNaughtons Indie-Krimidrama Normal Life - Tödliche Illusion, bei dem Luke Perry und Ashley Judd die Hauptrollen spielten.
De Segonzac Spielfilm-Debüt als Regisseur war in 2001 das Science-Fiction-Horror-Sequel Mimic 2. Sein zweiter Spielfilm war ebenfalls ein Science-Fiction-Film, der Low-Budget-Film Lost City Raiders aus dem Jahr 2008, der von der Münchner Filmproduktionsfirma Tandem Communications im Auftrag von Pro7 und dem US-Sender SyFy produziert wurde.
De Segonzac führte bei der Krimiserie Law & Order: Special Victims Unit sowohl die erste Episode im Jahr 1999 als auch die 300. Episode im Jahr 2012.